# Климия
Климѝята е част от конструкцията на каруцата, включена към детайлите на предната и задната ос. Поставя се почти вертикално близо до колелата и с нея се фиксира положението на т. нар. канати, литри или ритли, както ги наричат в различните краища на България. С това се определя полезната вместимост на каруцата и здравината на „коша“ ѝ, тъй като голяма част от теглото на товара пада върху тях. Прави се от дървени греди или метална тръба и е с дължина около един метър. В каруците за транспорт на по-тежки товари климията е по-масивна и към нея се поставят допълнителни опори, монтирани към оста от външната страна на колелото.